# Death Cab for Cutie
Death Cab for Cutie is een Amerikaanse indierockband die in 1997 is opgericht. De naam Death Cab for Cutie is ontleend aan een nummer dat de Bonzo Dog Doo-Dah Band speelde in de film Magical Mystery Tour van The Beatles, in 1967.

## Geschiedenis
De band, die door fans vaak gemakshalve Death Cab wordt genoemd, begon als soloproject van zanger/tekstschrijver Ben Gibbard. Nadat You Can Play These Songs with Chords op cassette was uitgebracht, nodigde hij Chris Walla (gitaar, keyboards), Nick Harmer (bas) en Nathan Good (drums) uit om toe te treden tot Death Cab for Cutie.
In 1998 verscheen de eerste cd: Something About Airplanes. Twee jaar later kwam de opvolger We Have the Facts and We're Voting Yes uit. Vlak voordat het album verscheen, verliet drummer Good de band. Hij werd vervangen door Michael Schorr. In datzelfde jaar verscheen ook nog The Forbidden Love E.P.
In 2001 kwam The Photo Album uit. Een gelimiteerde versie van dit album bevatte drie bonustracks, die later verschenen als The Stability E.P. In 2003 was er opnieuw een wisseling van drummers. Schorr werd opgevolgd door Jason McGerr. Dat jaar kwam het album Transatlanticism uit, tot dan de succesvolste cd van de groep. In 2004 verscheen The John Byrd E.P.
In de zomer van 2005 kwam Plans uit, voor het eerst niet bij Barsuk Records, maar bij het grote Atlantic Records. In de eerste week werden er in de Verenigde Staten bijna 90.000 exemplaren van verkocht, goed voor de vierde plaats in de Billboard 200 die week.
In mei 2008 verscheen het album Narrow Stairs. I Will Possess Your Heart was de eerste single.
Eind 2009 verscheen ook de single Meet Me On The Equinox, de soundtrack voor de nieuwe Twilight-film, New Moon, die uitkwam op 20 november 2009.

## Discografie

### Albums
| Album met eventuele hitnotering(en) in de Nederlandse Album Top 100 | Datum van verschijnen | Datum van binnenkomst | Hoogste positie | Aantal weken | Opmerkingen |
| ------------------------------------------------------------------- | --------------------- | --------------------- | --------------- | ------------ | ----------- |
| Something about airplanes                                           | 1998                  | -                     |                 |              |             |
| We have the facts and we're voting yes                              | 2000                  | -                     |                 |              |             |
| The photo album                                                     | 2001                  | -                     |                 |              |             |
| Transatlanticism                                                    | 2003                  | -                     |                 |              |             |
| Plans                                                               | 2005                  | -                     |                 |              |             |
| Narrow stairs                                                       | 16-05-2008            | 17-05-2008            | 67              | 3            |             |
| Codes and keys                                                      | 27-05-2011            | 04-06-2011            | 74              | 1            |             |
| Kintsugi                                                            | 31-03-2015            | -                     |                 |              |             |
| Thank You for Today                                                 | 2018                  | -                     |                 |              |             |

| Album met hitnotering(en) in de Vlaamse Ultratop 200 albums | Datum van verschijnen | Datum van binnenkomst | Hoogste positie | Aantal weken | Opmerkingen |
| ----------------------------------------------------------- | --------------------- | --------------------- | --------------- | ------------ | ----------- |
| Narrow stairs                                               | 2008                  | 24-05-2009            | 61              | 2            |             |
| Codes and keys                                              | 2011                  | 11-06-2011            | 59              | 2            |             |

### Singles
| Single met hitnotering(en) in de Vlaamse Ultratop 50 | Datum van verschijnen | Datum van binnenkomst | Hoogste positie | Aantal weken | Opmerkingen |
| ---------------------------------------------------- | --------------------- | --------------------- | --------------- | ------------ | ----------- |
| Meet me on the equinox                               | 21-09-2009            | 24-10-2009            | tip8            | -            |             |
| You are a tourist                                    | 04-04-2011            | 25-06-2011            | tip19           | -            |             |
| Stay young, go dancing                               | 2012                  | 25-02-2012            | tip76           | -            |             |